# Gekkonidae
Gekkonidae este o familie de șopârle. Un exemplu de specie este Pachydactylus rangei, din Namibia.